# Марьинка (приток Влои)
Ма́рьинка — река в России, протекает по территории Кировского и Киришского районов Ленинградской области.
Река вытекает из болота Тобинское и течёт преимущественно на юг. Устье реки находится в 19 км по левому берегу реки Влои. Длина реки — 21 км, площадь водосборного бассейна — 58,2 км². Примерно в полутора километрах от устья ширина реки — 6 метров, глубина — 1,2 метра. Высота устья — 31,3 м над уровнем моря.
Населённых пунктов по берегам реки нет.

## Данные водного реестра
По данным государственного водного реестра России относится к Балтийскому бассейновому округу, водохозяйственный участок реки — Волхов, речной подбассейн реки — Волхов. Относится к речному бассейну реки Нева (включая бассейны рек Онежского и Ладожского озера).
Код объекта в государственном водном реестре — 01040200612102000019575.